# Округ Отога (Алабама)
Округ Отога (енгл. Autauga County) је округ у америчкој савезној држави Алабама. По попису из 2010. године број становника је 54.571. Седиште округа је град Пратвил.

## Демографија
Према попису становништва из 2010. у округу је живело 54.571 становника, што је 10.900 (25,0%) становника више него 2000. године.
| Група             | 2000.          | 2010.          |
| Белци             | 34.823 (79,7%) | 42.154 (77,2%) |
| Афроамериканци    | 7.473 (17,1%)  | 9.643 (17,7%)  |
| Азијати           | 200 (0,5%)     | 474 (0,9%)     |
| Хиспаноамериканци | 610 (1,4%)     | 1.310 (2,4%)   |
| Укупно            | 43.671         | 54.571         |